# Vầng trăng máu (phim)
Vầng trăng máu (tựa tiếng Anh: Killers of the Flower Moon) là một bộ phim điện ảnh Mỹ thuộc thể loại lịch sử – tội phạm – giật gân – chính kịch ra mắt vào năm 2023 do Martin Scorsese làm đạo diễn, viết kịch bản và đồng sản xuất, được dựa trên cuốn sách phi hư cấu cùng tên ra mắt vào năm 2017 của David Grann. Lấy chủ đề về vụ thảm sát hàng loạt ở khu tự trị Osage của bang Oklahoma vào những năm 1920, phim theo chân Ernest Buckhart, một cựu quân nhân người da trắng đang vướng vào mối tình với Mollie – một cô gái thuộc bộ tộc Osage, và từ đây hành trình cảm xúc của anh trở nên phức tạp khi bị mắc kẹt giữa thời buổi loạn lạc này. Với sự tham gia diễn xuất của Leonardo DiCaprio, Robert De Niro và Lily Gladstone, cùng dàn diễn viên phụ gồm Jesse Plemons, Tantoo Cardinal, John Lithgow và Brendan Fraser, tác phẩm đã đánh dấu Scorsese có lần thứ sáu hợp tác với DiCaprio và lần thứ mười hợp tác với De Niro. Đây cũng là tác phẩm được công chiếu để tưởng nhớ Robbie Robertson – nhà soạn nhạc của bộ phim, người đã qua đời chỉ ba tháng trước khi bộ phim phát hành.
Việc phát triển cho bộ phim được hình thành vào tháng 3 năm 2016 khi Imperative Entertainment đã thành công trong việc mua bản quyền sở hữu chuyển thể phim của cuốn sách. Năm 2017, Scorsese và DiCaprio đã tiếp cận tham gia vào bộ phim, và việc sản xuất tác phẩm được dự kiến sẽ bắt đầu vào một năm sau. Sau nhiều lần trì hoãn, lùi lịch cũng như chịu ảnh hưởng của đại dịch COVID-19, quá trình sản xuất cũng đã được lên lịch thực hiện vào tháng 2 năm 2021 khi Apple TV+ đồng ý hợp tác với Paramount Pictures để hỗ trợ tài chính cho bộ phim. Phim được khởi quay tại hai quận Osage và Washington của bang Oklahoma từ tháng 4 đến tháng 10 năm 2021. Với kinh phí sản xuất 200 triệu USD, đây được xem là số tiền kinh phí cao nhất từ trước đến nay được chi cho một bộ phim quay ở Oklahoma.
Vầng trăng máu có buổi ra mắt lần đầu tại Liên hoan phim Cannes lần thứ 76 vào ngày 20 tháng 5 năm 2023, và sau đó được Apple TV+ – dưới hãng phim Apple Original Films – và Paramount Pictures phát hành tại các cụm rạp ở Mỹ và Việt Nam vào ngày 20 tháng 10 cùng năm. Ngoài việc chiếu rạp thông thường, tác phẩm cũng được chiếu tại các rạp định dạng IMAX. Sau khi ra mắt, tác phẩm nhận về những lời khen ngợi nhiệt liệt từ giới chuyên môn, với những lời khen ngợi về kịch bản, cách đạo diễn, kỹ thuật quay phim, thiết kế, nhạc phim, độ chính xác lịch sử của phim và diễn xuất của các diễn viên trong phim – chủ yếu dành cho DiCaprio, De Niro và Gladstone. Dù vậy, tác phẩm không thực sự thành công về mặt thương mại khi chỉ thu về 156,4 triệu USD so với kinh phí sản xuất 200 triệu USD.
Vầng trăng máu được Viện phim Mỹ bầu chọn là một trong mười bộ phim xuất sắc nhất năm 2023, và đồng thời còn được Ủy ban Quốc gia về Phê bình Điện ảnh trao giải Phim hay nhất. Bên cạnh đó, tác phẩm còn được đề cử 7 giải Quả cầu vàng (trong đó có hạng mục Phim chính kịch hay nhất, và cá nhân Gladstone giành giải Nữ diễn viên phim chính kịch xuất sắc nhất), 10 giải Oscar và 9 giải BAFTA.